# Valdiviano
El valdiviano es un plato típico de la ciudad de Valdivia, Chile, que consiste en un guiso o sopa a base de charqui, manteca, papas salteadas y cebolla.

## Historia
En 1598 la Corona española sufrió el desastre de Curalaba a manos de los mapuches, lo que a la larga significó perder la mitad de la provincia de Chile, entre el río Biobío y el canal de Chacao. Este proceso incluyó la destrucción de Valdivia, cuyo territorio fue tomado por indígenas huilliches en 1604.
Luego del establecimiento de un enclave neerlandés en la zona en 1643, el virrey del Perú se percató del peligro y decidió reconstruir la ciudad y fortificar el puerto en 1645 y, principalmente, mantener una guarnición que era financiada con un impuesto especial. Para el caso de Valdivia, al ser prácticamente un enclave, dicha guarnición dependía directamente de Lima y debía comprar su alimento en las ciudades del centro de Chile y transportarlo por mar.
Entonces, Chile era principalmente ganadero y exportador de cueros y sebo, por lo que la carne transformada en charqui era vendida en grandes cantidades al ejército estacionado en el sur. Ante la falta de otros alimentos, se cuenta que los soldados cansados de comer siempre charqui inventaron este plato en el cual le sumaron los ingredientes que tenían a mano, para generar una preparación similar a los guisos de carne, papas y merkén que consumían los mapuches. 
Con los años este plato adoptó variantes, hechas con trozos de asado sobrante: una en caldo y la otra seca, que se denomina "ajiaco".

## Etimología
Según el escritor y político chileno Benjamín Vicuña Mackenna, su nombre proviene del rancho que se le daba a la guarnición de soldados que cuidaban la ciudad de Valdivia en el siglo XVII.